# Pribojska Goleša
Pribojska Goleša (cyr. Прибојска Голеша) – wieś w Serbii, w okręgu zlatiborskim, w gminie Priboj. W 2011 roku liczyła 118 mieszkańców.